# Scarabaeus aegyptiorum
Scarabaeus aegyptiorum är en skalbaggsart som beskrevs av Pierre André Latreille 1823. Scarabaeus aegyptiorum ingår i släktet Scarabaeus och familjen bladhorningar. Utöver nominatformen finns också underarten S. a. purpurascens.